# Kevin Fiala
Kevin Fiala, född 22 juli 1996 i Uzwil, Schweiz, är en schweizisk professionell ishockeyspelare som spelar för Los Angeles Kings i NHL. 
Han har tidigare spelat på NHL-nivå för Minnesota Wild och Nashville Predators och på lägre nivåer för Milwaukee Admirals i AHL, HV71 i SHL, Malmö Redhawks i J20 SuperElit och J18 Allsvenskan samt ZSC Lions i Schweiziska juniorligan. 

## Spelarkarriär

### NHL

#### Nashville Predators
I NHL-draften 2014 blev han draftad i första rundan, som nummer 11 totalt, av Nashville Predators.
Den 14 juli 2014 skrev han på ett treårigt entry level-kontrakt med Predators till ett värde av 2,775 miljoner dollar. Kontraktet började dock inte gälla förrän säsongen 2016–17 då man måste spela i minst nio NHL-matcher innan ett entry level-kontrakt vinner laga kraft.
Fiala gjorde 97 poäng på 204 matcher under sin tid med Predators.

#### Minnesota Wild
Han tradades den 25 februari 2019 till Minnesota Wild i utbyte mot Mikael Granlund.

#### Los Angeles Kings
Den 30 juni 2022 tradades han till Los Angeles Kings i utbyte mot Brock Faber och ett draftval i första rundan i NHL-draften 2022. Han skrev samtidigt på ett sjuårskontrakt värt 7,9 miljoner dollar per säsong.

## Privatliv
Hans föräldrar är från Tjeckien, men han är uppvuxen i Sankt Gallen och har valt att representera Schweiz landslag. 
Fialas flickvän är svenska Jessica Ljung och han talar flytande svenska.